# Ascaris suum
Ascaris suum é um nemátodo parasita que causa a ascaridíase em porcos. Provoca um atraso no crescimento dos animais, tosse e icterícia.
A infeção ocorre pela ingestão de ovos contendo a larva L2. Esta, após alcançar o intestino, migra para o fígado onde vai provocar lesões denominadas de "Milk Spots" que são facilmente observadas em matadouro. O parasita adulto encontra-se nos pulmões de onde é expelido pela tosse.